# Great Yarmouth
Great Yarmouth ist die östlichste Stadt der Grafschaft Norfolk in Großbritannien und liegt an der Nordsee.
Die Stadt ist Verwaltungssitz des gleichnamigen Borough. Früher war Yarmouth ein wichtiges Zentrum der Heringsfischerei, heute leben die Einwohner hauptsächlich von der Ölindustrie in der Nordsee. Zudem ist die Stadt seit 1760 ein beliebter Badeort mit gutem Sandstrand und einer langen Vergnügungspromenade. Landeinwärts befindet sich der Nationalpark The Broads, der zu Bootstouren auf den Wasserwegen einlädt.

## Geschichte
Great Yarmouth wurde in der Nähe der römischen Garnison Gariannonum gegründet. In unmittelbarer Umgebung befinden sich die Überreste zweier römischer Kastelle: Garrianonum (Burgh Castle) mit gut erhaltener Umfassungsmauer und Caister-on-Sea, von dem nur noch die Grundmauern zu sehen sind. Unter Elisabeth I. wurde die Stadt stark befestigt.
Am 6. Mai 1682 sank 45 km vor der Küste von Great Yarmouth die Gloucester, ein 1654 vom Stapel gelaufenes 54-Kanonen-Schiff. Das Schiff lief auf eine Sandbank, was auf einen Streit zurückgeführt wird zwischen dem Lotsen und dem aus dem Exil zurückkehrenden Duke of York, später als James II./VII. König von England und Schottland. Durch die anfängliche Weigerung des Duke of York, das Schiff zu verlassen, kamen bis zu 250 Menschen ums Leben. Die Entdeckung des Wracks 2007 wurde zunächst aus Angst vor Schatzräubern geheim gehalten und im Juni 2022 bekanntgegeben.
Am 2. Mai 1845 erlebte die Stadt einen tragischen Brückeneinsturz. Viele Schaulustige wollten einen Zirkusclown sehen, der sich in einem Waschzuber von vier echten Gänsen den Fluss entlangziehen ließ. Als er unter der Kettenbrücke durchfuhr, bewegten sich die wahrscheinlich mehr als vierhundert Personen auf der Brücke zur anderen Seite. Durch die Gewichtsverlagerung brach eines der Kettenglieder, das Brückendeck kippte und schleuderte die Zuschauer auf der Brücke in den Fluss. 79 Personen ertranken oder wurden von den herabstürzenden Brückenteilen getötet.
Im Ersten Weltkrieg wurde Great Yarmouth am 3. November 1914 von deutschen Schlachtkreuzern beschossen. Die Stadt war am 19. Januar 1915 eines der beiden Ziele des ersten deutschen Luftschiffangriffs auf England. Der Zeppelin L3 warf zehn Bomben auf die Stadt und tötete damit zwei Menschen. Bei einem erneuten Seeangriff, der Beschießung von Lowestoft und Great Yarmouth am 25. April 1916, entstanden in Great Yarmouth nur geringe Schäden.

## Wirtschaft und Infrastruktur
2002 ging in Norfolk das Gas- und Dampfturbinenkraftwerk Great Yarmouth Power in Betrieb. Die Anlage leistet 420 Megawatt und gehört zu den modernsten Kraftwerken in Großbritannien. RWE npower erwarb 2005 die Great Yarmouth Power Ltd, die unter anderem das Kraftwerk betreibt. Zwei Meilen östlich des Strandes liegt der 2005 fertiggestellte Offshore-Windpark Scroby Sands, der über dreißig Windkraftanlagen mit jeweils 2 MW Nennleistung und einem Rotordurchmesser von 80 Metern verfügt. Sein jährliches Regelarbeitsvermögen entspricht dem Jahresstromverbrauch von ca. 41.000 Haushalten.
Für die Zukunft ist die Einrichtung einer regelmäßigen Fährverbindung zum niederländischen IJmuiden (Provinz Noord-Holland) geplant, von der sich Stadt und Region positive wirtschaftliche Auswirkungen auch auf das Hinterland versprechen.
2007 wurde Great Yarmouth als Standort für eine von neun lizenzierten britischen Großspielbanken ausgewählt, die zusätzlich zum „Supercasino“ in Manchester entstehen sollen.
Die Stadt Rambouillet in Frankreich ist Partnerstadt von Great Yarmouth.
Eine der Hauptattraktionen der Stadt ist der 1910 eröffnete Freizeitpark Great Yarmouth Pleasure Beach.

## Persönlichkeiten
- Edward Miles (1752–1828), englisch-amerikanischer Miniaturmaler
- James Walker (um 1770–um 1822), Grafiker
- Dawson Turner (1775–1858), Botaniker und Bankier
- Robert Miles Sloman (1783–1867), Reeder und Politiker
- George Edward Paget (1809–1892), Arzt
- James Paget (1814–1899), Mediziner
- Anna Sewell (1820–1878), Schriftstellerin, Schöpferin von Black Beauty
- Francis Turner Palgrave (1824–1897), Dichter und Literaturkritiker
- Willoughby Smith (1828–1891), Elektroingenieur
- Eliza Cowie (1835–1902), Kirchen-, Sozial- und Gemeindearbeiterin
- Arthur Shelly (1841–1902), Landschaftsmaler der Düsseldorfer Schule
- Walter Tammas (1870–1952), Tauzieher
- Thomas Cubitt (1871–1939), Offizier
- Vernon Kell (1873–1942), Gründer und erster Generaldirektor des MI5
- Joseph Henry Woodger (1894–1981), Philosoph der Biologie und Wissenschaftstheoretiker
- Jack Cardiff (1914–2009), Kameramann und Filmregisseur
- Jack Dye (1919–2013), Generalmajor der British Army
- Peter Shore, Baron Shore of Stepney (1924–2001), Politiker
- Ken Colyer (1928–1988), Jazz- und Skifflemusiker
- Gerald Hawkins (1928–2003), Astronomiehistoriker
- Mike MacDowel (1932–2016), Automobilrennfahrer
- Ian Wallace (1933–2021), Ornithologe und Vogelillustrator
- Dave Stringer (* 1944), Fußballspieler und -trainer
- Peter Simpson (* 1945), Fußballspieler
- Matthew Macfadyen (* 1974), Schauspieler
- Ben Garrod (* 1982), Evolutionsbiologe und Primatologe
- Laura Massaro (* 1983), Squashspielerin
- Calvin Goldspink (* 1989), Schauspieler und Sänger
- Bimini Bon Boulash (* 1993), Dragqueen
- Sophie McKinna (* 1994), Kugelstoßerin